# بنیاد تحقیقات دیابت نوجوانان
بنیاد تحقیقات دیابت نوجوانان (انگلیسی: JDRF)
یک سازمان غیردولتی که در مورد دیابت تیپ یک تحقیق می کندو به افراد مبتلا به دیابت نوع یک خدمات وسیعی می دهداین بنیاد در ابتدا با عنوان بنیاد دیابت نوجوانان تاسیس شد و بعد ها به بنیاد تحقیقات دیابت نوجوانان تغییر نام داد